# Usue Maitane Arconada
Usue Maitane Arconada (* 28. Oktober 1998 in Buenos Aires, Argentinien) ist eine US-amerikanische Tennisspielerin.

## Karriere
Arconada bevorzugt Hartplätze und spielt bislang hauptsächlich auf der ITF Women’s World Tennis Tour, auf der  sie bislang fünf Turniere im Einzel und acht Turniere im Doppel gewinnen konnte.
Bei den Citi Open 2013 erhielt sie eine Wildcard für die Qualifikation. Sie gewann ihr erstes Spiel gegen María Irigoyen, scheiterte dann aber in der Qualifikationsrunde an ihrer Landsfrau Alexandra Mueller. Beim 25.000 US$-ITF-Turnier in Baton Rouge erreichte sie das Halbfinale, das sie gegen Danielle Lao mit 4:6 und 4:6 verlor.
2015 erhielt sie eine Wildcard für die Qualifikation zu den US Open 2015. Sie scheiterte dort in der ersten Runde gegen die Spanierin María Teresa Torró Flor mit 0:6 und 5:7.
2016 ging sie bei den Citi Open mit einer Wildcard an den Start und erreichte mit einem Sieg über Françoise Abanda das Achtelfinale, in dem sie Julija Putinzewa knapp mit 4:6, 6:4 und 4:6 unterlag. Bei der Qualifikation zu den US Open 2016 gewann Arconada ihr Erstrundenmatch gegen Lee Ya-hsuan in drei Sätzen, ehe sie in der zweiten Qualifikationsrunde Sara Sorribes Tormo ebenfalls in drei Sätzen unterlag.

## Turniersiege

### Einzel
| Nr. | Datum           | Turnier       | Kategorie   | Belag     | Finalgegnerin    | Ergebnis      |
| --- | --------------- | ------------- | ----------- | --------- | ---------------- | ------------- |
| 1.  | 25. Januar 2015 | St. Martin    | ITF $10.000 | Hartplatz | Victoria Bosio   | 7:5, 3:6, 6:1 |
| 2.  | 9. Juni 2019    | Bethany Beach | ITF W25     | Sand      | Natasha Subhash  | 6:1, 6:1      |
| 3.  | 23. Juni 2019   | Denver        | ITF W25     | Hartplatz | Alexa Glatch     | 6:4, 2:6, 6:3 |
| 4.  | 14. Juli 2019   | Honolulu      | ITF W60     | Hartplatz | Nicole Gibbs     | 6:0, 6:2      |
| 5.  | 3. Oktober 2021 | Berkeley      | ITF W60     | Hartplatz | Marcela Zacarías | 6:1, 6:3      |

### Doppel
| Nr. | Datum            | Turnier       | Kategorie   | Belag         | Partnerin         | Finalgegnerinnen                          | Ergebnis          |
| --- | ---------------- | ------------- | ----------- | ------------- | ----------------- | ----------------------------------------- | ----------------- |
| 1.  | 22. Juli 2017    | Stockton      | ITF $60.000 | Hartplatz     | Sofia Kenin       | Tammi Patterson Chanel Simmonds           | 4:6, 6:1, [10:5]  |
| 2.  | 14. Januar 2018  | Daytona Beach | ITF $25.000 | Sand          | Alexa Guarachi    | Ulrikke Eikeri Ilona Kremen               | 6:3, 6:4          |
| 3.  | 13. April 2019   | Pelham        | ITF W25     | Sand          | Caroline Dolehide | Oana Georgeta Simion Gabriela Talaba      | 6:3, 6:0          |
| 4.  | 20. April 2019   | Dothan        | ITF W80     | Sand          | Caroline Dolehide | Destanee Aiava Astra Sharma               | 7:65, 6:4         |
| 5.  | 8. Juni 2019     | Bethany Beach | ITF W25     | Sand          | Hayley Carter     | Dea Herdželaš Tereza Mihalíková           | 6:4, 6:4          |
| 6.  | 26. Oktober 2019 | Macon         | ITF W80     | Hartplatz     | Caroline Dolehide | Jaimee Fourlis Valentini Grammatikopoulou | 6:72, 6:2, [10:8] |
| 7.  | 27. Februar 2021 | Boca Raton    | ITF W25     | Hartplatz     | Caroline Dolehide | Camila Osorio Conny Perrin                | 6:3, 6:4          |
| 8.  | 27. Juli 2024    | Dallas        | ITF W50     | Hartplatz (i) | Katrina Scott     | Jessica Hinojosa Gómez Hiroko Kuwata      | 6:3, 6:3          |